# Mchochaeo
Mchochaeo (también escrito: Mochochaw, Mokokaemu
o Mokokaemu-To) es una pequeña isla deshabitada en Micronesia, en el Océano Pacífico que pertenece administrativamente a la República de Palaos. Se localiza específicamente al sur de las islas Mecherchar y de Eil Mak, al norte de Ngerechong y al oeste de Ngesomel, Oilouch, Bablomekang y Loulomekang.